# ドナタン
ドナタン（ポーランド語: Donatan）、本名ヴィトルト・チャマラ（Witold Marek Czamara、1984年9月2日 - ）は、ポーランドのミュージシャン、音楽プロデューサー、サウンド・エンジニアである。ラッパーのテカとともに「RafPak」というデュオを成す。
2002年より音楽製作に関わり、2007年にはアルバム『Brudne południe』が発売される。その後
2cztery7、Gurala、Mesaや、PIH、Pyskaty、Chada、WdoWa、Pezet、Małolat、Paluch、Sheller、Massey、Waldemar Kasta、Onarといったアーティストの作品のプロデュースを手がけてきた。2012年、ポーランドのヒップ・ホップ誌マヒナにて、ポーランドのベスト・ヒップホップ・プロデューサー・トップ20のうち10位にランキングされる。
2012年10月にアルバム『Równonoc. Słowiańska dusza』が発売されると、ポーランドのヒットチャートで首位となる。アルバムは7万5千枚を超える売上げを記録し、ダイアモンド・アルバムに認定される。同アルバムからの初シングルでBorixon、Kajmanとの共作「Nie lubimy robić」はポーランドの音楽チャートの「Polish Airplay Chart – New」にて首位となり、発売元公式アカウントによりYouTubeに掲載されたビデオ・クリップは、その後2千3百万回を超える再生回数を記録している。
2013年10月に発表された歌手のクレオとの共作「My Słowianie（我らスラヴ人）」はその後3か月の間に2千3百万回を超える再生回数を記録し、ヒットチャートの「Polish Video Chart」にて首位、シングルチャート全体で2位となる。
2004年より8年間、ロシアのタガンログに住み、結婚している。週刊誌フプロストのインタビューにて、自身はスラヴ神話の信奉者であるとし、またポーランドにおいてキリスト教は全くの異国文化の立場に立っているとも語った。また、赤軍賛美や汎スラヴ主義支持などで、国内の右派メディアとの間に論争を起こしてきた。
2014年2月25日、ポーランド・テレビはドナタンとクレオの共作「My Słowianie」をユーロビジョン・ソング・コンテスト2014のポーランド代表曲に選出したことを明らかにした。

## アルバム
| 年     | 題名                                                                        | チャート順位 | 販売数         | 認定                 |
| 年     | 題名                                                                        | ポーランド   | 販売数         | 認定                 |
| ------ | --------------------------------------------------------------------------- | ------------ | -------------- | -------------------- |
| 2012年 | Równonoc. Słowiańska dusza - 発売日: 2012年10月26日発売 - 発売元: Urban Rec | 1            | - 7万5千枚以上 | - ZPAV: ダイヤモンド |

## 受賞歴
| 年     | 賞                      | 部門                                              | 結果       |
| ------ | ----------------------- | ------------------------------------------------- | ---------- |
| 2013年 | Superjedynki            | 最優秀アーティスト                                | ノミネート |
| 2013年 | Eska Music Awards       | 最優秀アルバム ("Równonoc. Słowiańska dusza")     | ノミネート |
| 2013年 | Eska Music Awards       | Eska TV Award – 最優秀ビデオ ("Nie lubimy robić") | ノミネート |
| 2013年 | TOPtrendy               | Koncert TOP                                       | 7位        |
| 2013年 | MTV Europe Music Awards | ポーランド最優秀アーティスト                      | ノミネート |
| 2014年 | Onet.pl ファン投票      | 年間最優秀ビデオ・クリップ ("My Słowianie")       | 受賞       |
| 2014年 | Onet.pl ファン投票      | 年間最優秀アーティスト                            | 5位        |